# 목천 나들목
목천 나들목(Mokcheon IC)은 충청남도 천안시 동남구 성남면 용원리에 설치된 경부고속도로의 37번, 당진청주고속도로의 ?번 교차로이다. 나들목 진출입로 및 요금소는 목천읍 운전리와 접하고 있으며, 목천읍 및 병천면 내로 진출이 가능하다. 1986년에 개관한 독립기념관 진입을 용이하게 하기 위해 건설되었으며, 개통 당시 명칭은 독립기념관 나들목이었다.

## 연혁
- 1985년 10월 24일 : 나들목 건설을 위해 충청남도 천원군 성남면 용원리 ~ 목천면 남화리 900m 구간 도로구역 변경[2]
- 1986년 8월 15일 : 독립기념관 개관과 함께 독립기념관 나들목으로 영업 개시
- 1998년 7월 4일 : 1999년 12월까지 나들목 요금소 차선 확장 공사에 따라 충청남도 천안시 목천면 운전리 220m 구간 도로구역 변경[3]
- 1999년 : 목천 나들목으로 명칭 변경

## 구조물 정보
트럼펫형 나들목으로, 나들목의 본 램프와 요금소까지의 거리가 약 1.5km로 길다. 요금소 바깥쪽으로는 국도 제21호선으로 사용되던 도로, 독립기념관과 연결된 도로와 접속하고 있다. 국도 제21호선 개량 이후에, 직접 접속되지는 않으며, 약 2 km 떨어진 곳에 개량 이후의 도로와 접속되는 램프가 있다.
- 영업소: 충청남도 천안시 동남구 목천읍 종합휴양지로 58-32

## 접속하는 도로
- 충절로 (구 국도 제21호선)
- 삼방로

## 나들목 주변
- 독립기념관
- 목천고등학교
- 천안신흥초등학교
- 천안종합휴양관광지
- 천안상록리조트
- 천안예술의전당
- 소노벨 천안

## 교통량 정보
| 요금소        | 통행량 (대/일) | 통행량 (대/일) | 통행량 (대/일) | 통행량 (대/일) | 통행량 (대/일) | 통행량 (대/일) | 통행량 (대/일) | 통행량 (대/일) | 통행량 (대/일) | 통행량 (대/일) | 각주  |
| 요금소        | 2001년         | 2002년         | 2003년         | 2004년         | 2005년         | 2006년         | 2007년         | 2008년         | 2009년         | 2010년         | 각주  |
| ------------- | -------------- | -------------- | -------------- | -------------- | -------------- | -------------- | -------------- | -------------- | -------------- | -------------- | ----- |
| 목천 (폐쇄식) | 6,401          | 6,590          | 6,514          | 6,436          | 7,356          | 7,912          | 8,333          | 8,201          | 7,710          | 7,706          | [ 4 ] |
| 요금소        | 2011년         | 2012년         | 2013년         | 2014년         | 2015년         | 2016년         | 2017년         | 2018년         | 2019년         |                | [ 4 ] |
| 목천 (폐쇄식) | 7,578          | 7,631          | 7,755          | 7,490          | 7,294          | 7,446          | 7,632          | 7,582          | 7,800          |                | [ 4 ] |